# بيورن ميهنيرت
بيورن ميهنيرت (بالألمانية: Björn Mehnert)‏ هو لاعب كرة قدم ألماني في مركز الدفاع، ولد في 24 أغسطس 1976 في دورتموند في ألمانيا. لعب مع بوروسيا دورتموند ب وبوروسيا دورتموند وروت فايس آهلن ونادي بروسيا مونستر ونادي فوبرتال الرياضي.

## وصلات خارجية
- بيورن ميهنيرت على موقع قاعدة بيانات كرة القدم.إي يو (الإنجليزية)
- بيورن ميهنيرت على موقع بيانات كرة القدم. دي إي (الألمانية)
- بيورن ميهنيرت على موقع عالم كرة القدم.نت (الإنجليزية)